# 崔道融
崔道融（？—？），荊州江陵縣人，唐末詩人。
早年避居永嘉縣，曾任縣官。後依閩王王審知，天祐四年（907年）徵為右補闕，未赴任而卒。與司空圖、柳韜及黃滔等為詩友。有《東浮集》十卷、《申唐集》三卷，皆佚。《全唐詩》存其詩一卷。